# تایرا شیگه

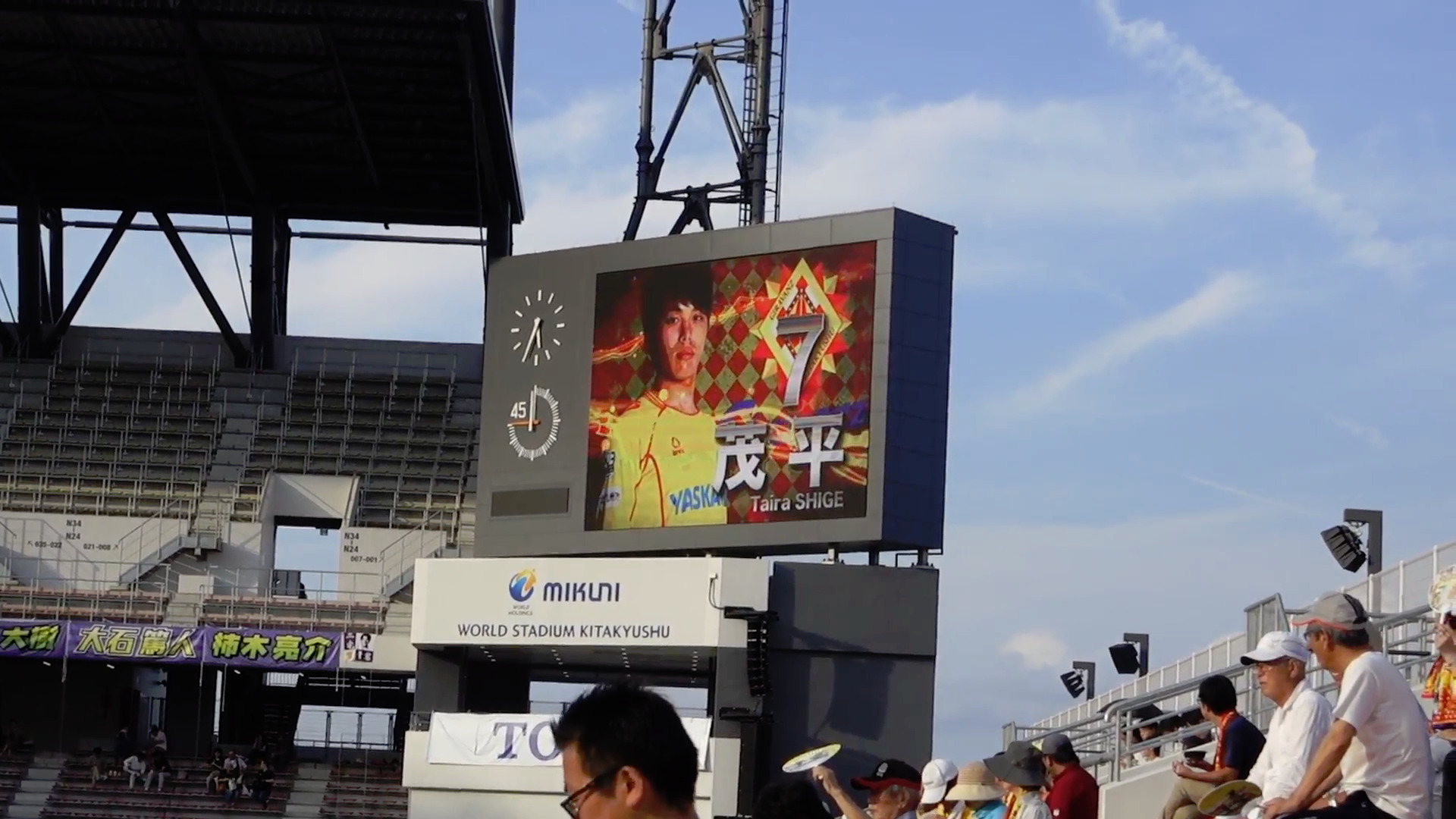
تصویر «تایرا شیگه» بر روی اسکوربرد

تایرا شیگه (انگلیسی: Taira Shige؛ زادهٔ ۹ آوریل ۱۹۹۳) بازیکن فوتبال اهل ژاپن است.